# 沖ノ島 (鹿児島県)
沖ノ島（おきのしま）は、鹿児島県いちき串木野市に属する東シナ海上の島である。薩摩沖ノ島と呼ばれることもある。

## 地理
いちき串木野市の羽島崎南西約1kmに存在する。三角点があり79.7mの標高が記録されている。周囲約1.5km。無人島であり、周囲は険しい岩地となっている。
ほぼ頂上に薩摩沖ノ島灯台が設置されている。コンクリート製で1970年（昭和45年）3月25日に運用を開始した。第十管区海上保安本部串木野航路標識事務所が管理している。
島には30匹ほどのヤクシマザルが生息している。これは、かつて旧串木野市が観光目的で飼育を始めたが、子どもたちに棒で突っつかれて凶暴化したためにこの島に移されたものである。3ヶ月に1度、海上保安部の職員が灯台に点検に来る際に、市の予算でえさを持参して与えている。

## 歴史
- 1889年4月1日 - 町村制度施行により発足した日置郡串木野村に属す（#外部リンク歴史的行政区域参照）。
- 1935年4月1日 - 串木野村が町制施行。串木野町となる。
- 1950年10月1日 - 串木野町が市制施行。串木野市となる。
- 2005年10月11日 - 串木野市が市来町と合併。いちき串木野市となる